# Bramsnæs Kommune
| Strukturdaten     | Strukturdaten |
| ----------------- | ------------- |
| Fläche            | 79,88 km²     |
| Einwohner         | 9.437 (2006)  |
| Kommune seit 2007 | Lejre Kommune |

Bramsnæs Kommune war bis Dezember 2006 eine dänische Kommune im damaligen Roskilde Amt auf der Insel Seeland. Seit Januar 2007 ist sie zusammen mit der “alten” Lejre Kommune und der Hvalsø Kommune Teil der neuen Lejre Kommune.
Bramsnæs Kommune entstand im Zuge der Verwaltungsreform von 1970 und umfasste folgende Sogn:
- Gershøj Sogn
- Hyllinge Sogn
- Lyndby Sogn
- Rye Sogn
- Sonnerup Sogn
- Sæby Sogn